# Giuseppina Strepponi
Clelia Maria Josepha (Giuseppina) Strepponi (8. září 1815 Lodi – 14. listopadu 1897 Sant'Agata, Villanova sull'Arda) byla italská operní pěvkyně-sopranistka, druhá žena Giuseppe Verdiho.

## Mládí
Clelia Maria Josepha Strepponiová se narodila v městečku Lodi v Lombardii. Byla nejstarším dítětem Rosy Cornalbaové a hudebního skladatele Feliciana Strepponiho (1797–1832), který byl v té době varhaníkem katedrály v Monze. Základní vzdělání, zaměřené zejména na hru na klavír, dostala od svého otce. V roce 1830 byla přijata na milánskou konzervatoř navzdory svému věku (bylo jí již více než 15 let). V roce 1832 jí zemřel otec na encefalitidu. Pokračovala dále ve studiu zpěvu a klavíru jako neplatící žák a v roce svého absolutoria (1834) získala první cenu za bel canto.

## Operní kariéra
Jako operní pěvkyně debutovala v prosinci roku 1834 jako Adria v opeře Luigi Ricci Chiara di Rosembergh v divadle Teatro Orfeo. První velký úspěch zažila následujícího jara v Teatro Grande v Terstu v Rossiniho Matilde di Shabran. Tento úspěch jí otevřel dveře na přední operní scény Itálie a Giuseppina se tak stala hlavní živitelkou rodiny (měla pět mladších sourozenců). V létě roku 1835 zpívala v divadle Theater am Kärntnertor ve Vídni Adalgisu v Belliniho Normě a Aminu v Náměsíčné. Bylo to její první a poslední zahraniční vystoupení. Přes její slávu již nikdy mimo hranice Itálie nevystupovala.

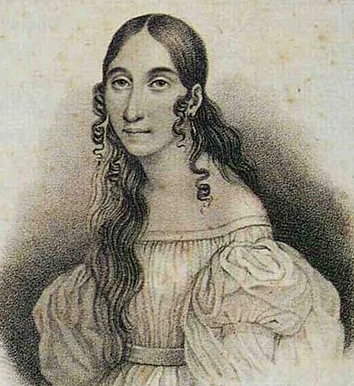
Giuseppina okolo roku 1840.

Na jaře roku 1837 podepsala Strepponiová kontrakt s impresáriem Alessandrem Lanarim, který byl nazýván „králem impresáriů“ a byl schopen jí zajistit vynikající nabídky. Na druhé straně byla nucena zpívat za každých okolností. V době spolupráce s Lanarim zpívala během třech svých těhotenství. Debut ve Scale si odbyla v roce 1839, kdy zpívala roli Leonory v opeře Oberto Giuseppe Verdiho. Její výkon byl jedním z důvodů, proč byla tato opera dobře přijata.
Na počátku čtyřicátých let se objevily první zdravotní problémy. Lanari jí nechal udělat celkovou zdravotní prohlídku. Podle lékařů překročila hranice tělesné odolnosti a bylo jí doporučeno přerušit pěveckou kariéru. Nicméně Strepponiová pokračovala v náročné práci. Odzpívala premiéru Verdiho Nabucca (9. března 1842) i všechna následující představení ve Scale. Roli Abigaile pak ztvárnila v řadě dalších italských divadel. V letech 1841–1844 zpívala titulní roli v Donizzetiho opeře Adelia a Elizabetu v opeře Roberto Devereux, Imogenu z Pirátů a Normu z oper Vincenza Belliniho, Marchesu del Poggio ve Verdiho Un giorno di regno (Jeden den králem) a titulní roli v opeře Giovanni Paciniho Saffo.
Po roce 1844 se začaly objevovat hlasové potíže vyplývající nejen z hlasového, ale i celkově tělesného přetížení. Problémy vyvrcholily katastrofální sezónou 1845, kdy jí v Palermu obecenstvo vypískalo. Její hlas už se nikdy nezotavil a na scéně se objevovala již jen sporadicky. V únoru 1846 ukončila pěveckou kariéru a odešla na odpočinek. Většina jejích posledních rolí byla v operách Giuseppe Verdiho (Elvíra v Ernani a Lucrezia Contarini v I due Foscari).

## Verdi

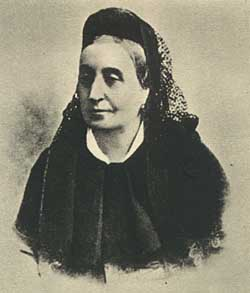
Poslední portrét z roku 1897.

V říjnu 1846 se Strepponiová přestěhovala do Paříže a působila jako učitelka zpěvu. Jednou se objevila na jevišti Comédie-Italienne, ale její vystoupení nebylo dobře přijato. Verdi, který se vracel z uvedení opery I masnadieri (Loupežníci) v Londýně přes Paříž, se u ní zastavil a zůstal v Paříži s krátkými přestávkami po dva roky. Vznikl tak mezi nimi romantický, leč trvalý vztah.
Oba se vrátili do Itálie v červenci 1849 a začali spolu žít v Bussetu, Verdiho rodišti. Nejprve bydleli v Palazzo Orlandi. Obyvatelé Busseta se ženy žijící s Verdim ve volném svazku stranili, což Giuseppina těžce nesla. V květnu 1851 se oba přestěhovali na Verdiho statek v Sant'Agatě, do domu, který je dnes znám jako Villa Verdi. Strepponiová mu nejen vytvořila domácí a tvůrčí prostředí, ale pomáhala mu překlady, s korespondencí a bývala první, která předzpěvovala u klavíru Verdiho díla. Manželství uzavřeli až v roce 1859.
Ve stáří trpěla Giuseppina žaludečními problémy a artritidou a v posledních letech nemohla téměř vstát z postele. Zemřela po dlouhé nemoci 14. listopadu 1897 v Sant'Agatě na zápal plic. Původně byla pohřbena v Miláně. Verdi si ve své poslední vůli přál, aby byl pochován po jejím boku, byl však pohřben na hlavním milánském hřbitově. Jeho přání bylo vyplněno 26. února 1901, kdy byla obě těla uložena v kapli Casa di Riposo, v útulku pro vysloužilé hudebníky, který Verdi sám založil. Při této příležitosti řídil Arturo Toscanini sbor 900 zpěváků. Zpívali slavný sbor Va, pensiero z opery Nabucco.

## Literatura

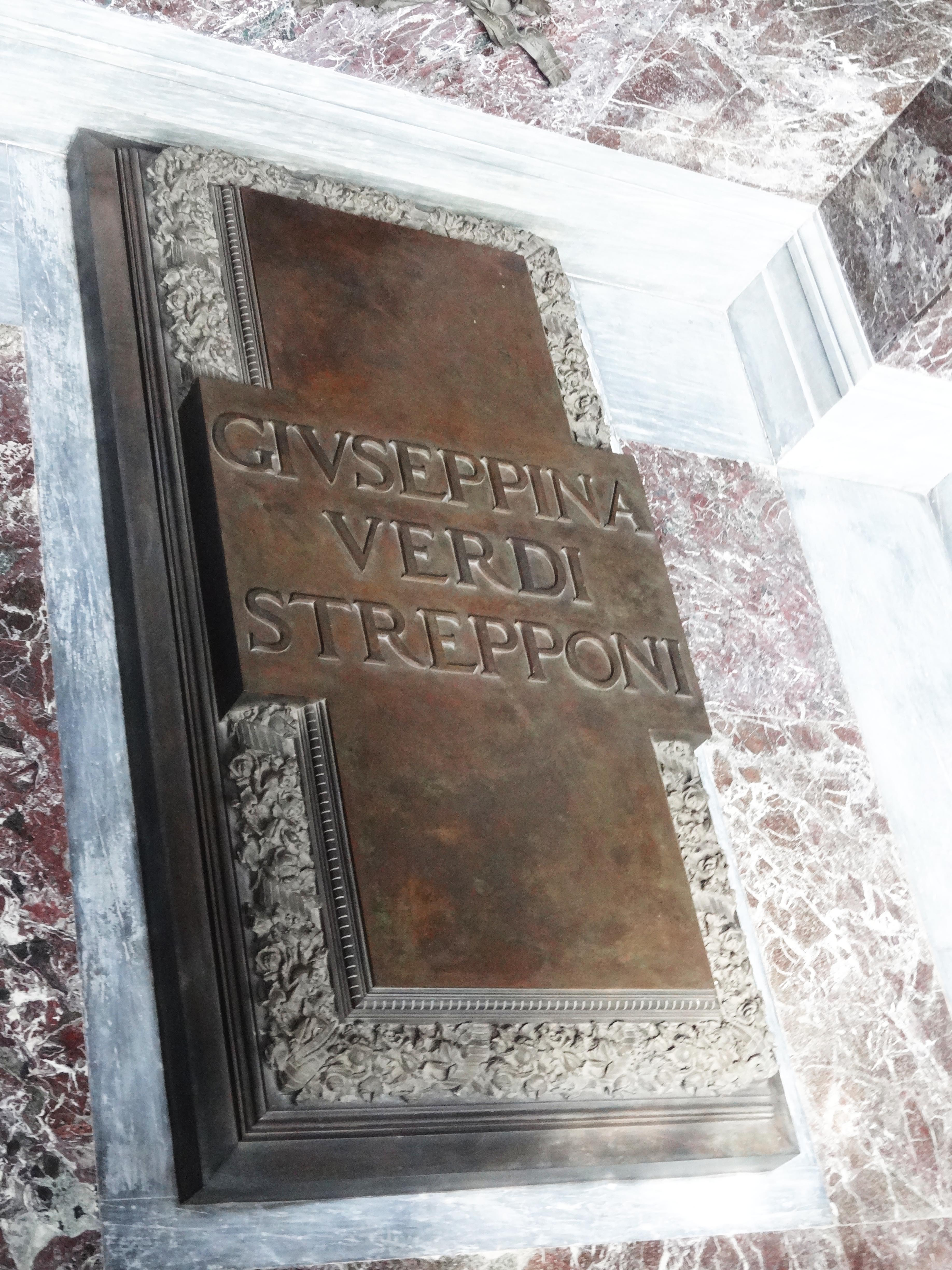
Hrobka Giuseppiny Strepponi.